# Trill OG
Trill OG è il terzo album in studio da solista del rapper Bun B, noto anche come membro del gruppo UGK. Il disco è uscito nel 2010.

## Tracce
1. Chuuch!!! (feat. J. Prince) – 4:46
2. Trillionaire (feat. T-Pain) – 4:07
3. Just Like That (feat. Young Jeezy) – 4:16
4. Put It Down (feat. Drake) – 4:32
5. Right Now (feat. 2Pac, Pimp C & Trey Songz) – 3:33
6. That's a Song (skit) (feat. Bluesman Ceddy St. Louis) – 0:24
7. Countin' Money (feat. Yo Gotti & Gucci Mane) – 3:34
8. Speak Easy (feat. Twista & Bluesman Ceddy St. Louis) – 4:04
9. Lights, Camera, Action – 3:34
10. I Git Down 4 Mine – 4:07
11. Snow Money – 4:34
12. Ridin' Slow (feat. Slim Thug & Play-N-Skillz) – 5:09
13. Let 'Em Know – 4:11
14. Listen (skit) (feat. Bluesman Ceddy St. Louis) – 0:24
15. All a Dream (feat. LeToya Luckett) – 3:23
16. It's Been a Pleasure (feat. Drake) – 5:46

Tracce bonus edizione deluxe
1. Gladiator (feat. Truck Buck) – 4:45
2. Sext Me (feat. Just Brittany, Candi Redd, Surreal, Troublesum & RawLT) – 5:12
3. Real Live (feat. Gator Mane & GLC]) – 4:45
4. Git In (feat. Big Capp & Young Money Moe) – 4:25